# Cinema indiano

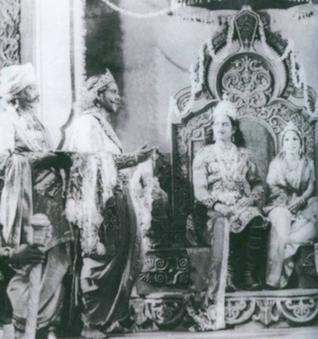
Una foto di scena del film Madanakamarajan del 1941

L'industria cinematografica indiana è riconosciuta come la più grande del mondo dall'indiano Central Board of Film Certification of India - l'ufficio che si occupa di visionare e approvare i film in India - solo nel 2003 sono stati prodotti 877 film e 1177 cortometraggi. Negli Stati Uniti, invece, nel 2003 ne sono stati prodotti solo 473. Inoltre i biglietti d'entrata per il cinema sono i più economici del mondo: il biglietto meno caro costa 100 rupie (circa 2 dollari), mentre negli USA è 6,41 dollari. Il 73% dei biglietti in Asia e nella zona del Pacifico è venduto in India, per un valore complessivo di 2.870.000.000 in dollari statunitensi.
Dell'industria cinematografica indiana fa parte il più grande studio del mondo, il Ramoji Film City. Il principale supporto al cinema indiano è dato da un pubblico vasto e assiduo. Il Central Board of Film Certification of India dichiara sul suo sito web che ogni tre mesi un miliardo di persone - cioè l'intera popolazione indiana - si reca al cinema. I film indiani stanno guadagnando una crescente popolarità anche nel resto del mondo, specialmente in quei paesi dove sono presenti numerose comunità di immigrati.
Il governo Indiano ha reso possibile agli altri paesi (per primi America e Albania) di trasmettere film e soap soltanto dal 1989.

## Gli inizi

### 1895-1910
Il cinema arrivò in India il 7 luglio del 1896. Tutto iniziò con l'inaugurazione di un cinematografo dei Fratelli Lumière all'hotel Watson di Bombay, quando vennero proiettati sei cortometraggi muti: Presentazione del Cinematografo, Lo stabilimento balneare, Arrivo di un treno, Una demolizione, Signore e soldati su ruote e All'uscita della fabbrica. Il Times of India riportò i dettagli sulle "Foto animate a grandezza naturale dei Fratelli Lumière". Nello stesso anno, il Madras Photographic Store pubblicizzò delle "foto animate". Nel 1897, lo studio fotografico Clifton and Co.'s, in Meadows Street a Bombay, diede il via a proiezioni quotidiane.

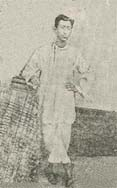
Scene di danza da Il fiore della Persia

Ispirato dalla presentazione del film che accompagnava l'opera teatrale "Il fiore della Persia", realizzato dal professor Stevenson (lo stesso che aveva portato in India il primo bioscopio), nel 1898 Hiralal Sen iniziò a girare alcune scene al Classic Theatre di Calcutta: il suo debutto fu un contributo alla presentazione di Stevenson. Hiralal Sen produsse altri film che presentavano le opere teatrali e che venivano proiettate come attrazione aggiuntiva durante gli intervalli, oltreché nelle case dell'alta società o in quelle località troppo remote perché gli attori vi potessero arrivare.
Harischandra Sakharam Bhatvadekar, conosciuto come Save Dada, vide lo spettacolo: per 21 ghinee importò una cine-camera da Londra e girò il primo documentario indiano, un incontro di lotta libera agli Hanging Gardens di Bombay. Nel 1901 filmò quello che è considerato il primo cinegiornale indiano, il ritorno in patria di M. M. Bhownuggree e quello di 'Wrangler' Ragunath P. Paranjpye, che si era laureato a pieni voti in matematica all'Università di Cambridge. Filmò anche il Darbar di Lord Curzon - il viceré dell'India - a Delhi, organizzato in occasione dell'incoronazione di Edoardo VII nel 1903.
Il potenziale commerciale del cinematografo fu testato nel tempo. I grandi cinegiornali Kinetoscope di F.B. Thanewala sono un caso riuscito. J.F. Madan fu un altro produttore di successo che realizzò pellicole come Raja Harishchandra di Satyavadi e Bilwamangal; lanciò anche la "Madan Theatres limited", che divenne la più grande compagnia di produzione-distribuzione cinematografica dell'India e il più grande importatore di film americani dopo la prima guerra mondiale. I suoi film erano contrassegnati da un alto livello di sofisticazione tecnica, facilitato dall'impiego di registi stranieri esperti come Eugenio De Liguoro e Camille Legrand. A questa perizia si aggiungevano scenari grandiosi e storie mitologiche popolari che assicuravano buoni ritorni.
Le sale cinematografiche vennero installate nelle maggiori città indiane in questo periodo, come quella a Madras (nel 1900 da parte del Maggiore Warrick), il Novelty Cinema a Bombay (dove vennero mostrati i cinegiornali dalle Guerre Boere) e l'Elphinstone Picture Palace a Calcutta (per opera di J.F. Madan nel 1907). A parte questi, un certo numero di spettacoli vennero organizzati in tende; esempi sono: gli spettacoli allestiti da due italiani, Colorello e Cornaglia, in tende all'Azad Maidan Bombay, e il cinematografo nella tenda di J. F. Madan al Calcutta Maidan. Un altro modo popolare di diffondere i film era il cinematografo itinerante. Nel 1904, Manek Sethna diede il via a Bombay alla "Touring Cinema Co" e un anno dopo, Swamikannu Vincent, un disegnatore delle ferrovie, mise su un cinematografo itinerante che girava per le piccole città e villaggi del sud dell'India. Pathé, la famosa compagnia di produzione cinematografica aprì un ufficio indiano nel 1907.

### 1910-1920

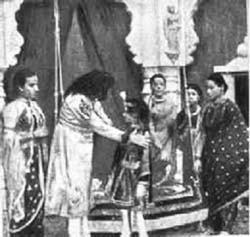
Una scena da Raja Harishchandra (1913)

La prima pellicola realizzata in India fu Pundalik di N.G. Chitre ed R.G. Torney. Il primo lungometraggio fu Raja Harishchandra (3700 piedi di pellicola rispetto ai 1500 di Pundalik), del 1913 distribuito nel maggio dello stesso anno da Dadasaheb Phalke, il padre del cinema indiano. Phalke aveva assistito ad una proiezione di The Life of Christ al Cinema Americano-Indiano di P.B. Mehta e fu ispirato a fare film egli stesso. Era convinto della possibilità di instaurare un'industria cinematografica indigena incentrandola sui temi indiani. A questo proposito egli disse "Come per la vita di Cristo noi faremo un film su Rama e su Krishna". Il film che ne nacque riguardava un buon re che per tenere fede ai propri principi sacrifica il suo regno e la sua famiglia agli dei che, colpiti dalla sua onestà gli restituiscono la gloria posseduta precedentemente. Fu un successo e Phalke continuò con argomenti mitologici fino all'avvento del sonoro, quando la commercializzazione delle pellicole indiane calò di popolarità.
Nel 1916, la Universal Pictures installò la sua prima agenzia indiana.
La prima realizzazione nell'India del sud fu Keechaka Vadham di Rangaswamy Nataraja Mudaliar, uscito nel 1916. L'anno seguente lo stesso autore realizzò Draupadi Vastrapaharanam, con l'attrice anglo-indiana Marian Hill che interpretava il ruolo di Draupadi.

## Le industrie cinematografiche regionali
Le statistiche ufficiali classificano i film indiani in base alla lingua con la quale sono distribuiti. Questo sistema ha una sua rilevanza dal momento che la suddivisione degli stati indiani corrisponde alla suddivisione delle lingue (dopo la riorganizzazione degli stati avvenuta tra il 1952 e il 1970).
In ogni caso, anche se questo sistema è normalmente seguito anche dagli storici indiani non è sufficiente ad indicare l'origine geografica del film o il suo regista. Per esempio il regista bengalese Mrinal Sen ha girato film in lingua oriya (parlato nello stato di Orissa), telugu (parlato nell'Andhra Pradesh) e hindi (considerata la lingua nazionale e parlato in Uttar Pradesh, Bihar, Madhya Pradesh, Himachal Pradesh e Rajasthan).

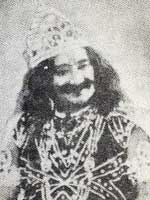
Un fotogramma da Bhakta Prahlad (1931)

L'India è un paese grandissimo ed è enorme il numero di lingue che vi si parlano. Nel 1991 sono stati censiti 10.400 diversi dialetti. Secondo i metodi della linguistica, il numero razionalizzato di lingue madri è di 1576 che, raggruppati, portano alla conclusione che le lingue indiane sono un totale di 114 . E sono ben 30 le lingue diverse nelle quali vengono prodotti film. Ognuna delle lingue più diffuse ha la sua industria cinematografica: urdu/hindi, bengalese, marathi, kannada, tamil, telugu, malayalam. Il cinema indiano assunse un aspetto più regionale e dialettale con l'avvento del sonoro nel 1931.
I cinema dell'India:
- L'industria cinematografica hindi/urdu, con sede a Bombay, chiamata "Bollywood".
- L'industria cinematografica telugu (talvolta chiamata "Tollywood") ha sede nella capitale dell'Andhra Pradesh, Hyderabad. Il telugu è la seconda lingua più parlata dell'India. Dopo Bollywood, è questa l'industria che produce più film. In questo stato c'è anche lo studio cinematografico più grande del mondo, la Ramoji Film City. Il primo studio per la cinematografia sonora telugu è stato quello della Vel Pictures, costruito nel 1934 da P.V. Das, situato a Madras. Il primo film che vi fu girato fu Sita Kalyanam. Il primo film realizzato da un telugu fu ad opera di R.S. Prakash, Bhishma Pratigna (Il giuramento di Bhishma, 1922). Un'altra personalità telugu di rilievo del suo tempo fu Y.V. Rao (Yaragudipati Varada Rao, 1903-1973), un attore e regista, che tra l'altro diresse i film muti Pandava Nirvana (1930), Pandava Agnathavaas (1930) e Hari Maya (1932). I primi grandi film in Telugu furono girati dalle troupe dei Surabhi Theatres.[10] Questi produssero il primo film sonoro telugu, Bhakta Prahlad, diretto da Hanumappa Munioappa Reddy nel 1931. Nei primi anni del sonoro, i film telugu erano tutti improntati su storie mitologiche, tratte da opere teatrali. Nel 1936, Krittiventi Nageswara Rao fece il primo film telugu non basato sulla mitologia, Premavijayam; questo influenzò altri cineasti telugu nell'intraprendere quest strada. Alcuni temi dei film che seguirono (spesso chiamati "film sociali") furono il sistema feudale zamindari (Raitu Bidda, 1939), l'intoccabilità (Mallapilla, 1938) e i matrimoni delle vedove . Poi si ebbero sia film di argomenti sociali (contemporanei) sia mitologici o popolari. Il cinema Telugu ha prodotto molti divi nella sua storia. I primi erano divi del palcoscenico che poi sono diventati altrettanto popolari sul grande schermo . La prima vera "leggenda" del cinema Telugu fu Chittoor V. Nagaiah. Le personalità che hanno lasciato un segno permanente sulla cinematografia telugu sono Nandamuri Taraka Rama Rao seguito dal suo rivale Akkineni Nageswara Rao. Un fotogramma da Bhakta Prahlad (1931)
- L'industria cinematografica tamil, con sede a Kodambakkam nell'area di Chennai, è spesso chiamata "Kollywood" ed è la seconda realtà del Paese come importanza. Infatti questa è popolare non solo in India ma anche in altre parti del mondo. Il cinema in tamil popolare in particolar modo in Sri Lanka, Singapore, Giappone, Malaysia, Regno Unito, Canada, Sudafrica e Stati Uniti. Questi film vengono anche doppiati in altre linghe come Telugu e Hindi, così da raggiungere un pubblico più vasto. Esempi di questi doppiaggi si hanno con successi come Minsaara Kanavu, Roja e Bombay. Anniyan (interpretato dall'attore Chiyaan Vikram), una recente pellicola Tamil, è stato il primo film indiano doppiato in francese.
- L'industria cinematografica bengalese, che da tempo ha sede nella località Tollygunge di Calcutta, è chiamata Tollywood.
- L'industria cinematografica kannada, con sede nel Karnataka, è talvolta definita "Sandalwood" (legno di sandalo), in quanto il Karnataka è famoso per il suo legno di sandalo; in ogni caso quest'espressione non è usata correntemente. La Gubbi Veerana Company, o "Veeranna's Sri Chennabasaveshwara Krupa Poshita Nataka Sangha" insieme ad altri gruppi fu fondata dapprima come compagnia teatrale, e successivamente entrò nel cinema kannada dominandolo fino agli anni sessanta. "Essi avevano registi chiave come H.L.N. Simha, B.R. Panthulu e G.V. Iyer, divi capitanati da Rajkumar e Leelavathi e firmarono la maggior parte dei successi commerciali come: Bedara Kannappa (1953). Il primo grande successo del cinema kannada, fu un adattamento della Gubbi Company da una commedia teatrale scritta da G.V. Iyer per introdurre il film d'avventura mitologico in questa lingua"[10]
- L'industria cinematografica malayalam, con sede nel Kerala, è talvolta chiamata "Mollywood". I film malayalam sono noti per la loro natura artistica.
- L'industria cinematografica marathi[11] ha sede a Bombay e a Pune.
- L'industria cinematografica del Kashmir che è rimasta in letargo dall'uscita di Habba Khatoon nel 1967, si è risvegliata dopo un intervallo di 39 anni con l'uscita del film Akh Daleel Loolech nel 2006. Le sale cinematografiche sono state chiuse a lungo nel Kashmir, dai militanti che protestavano contro il governo di New Delhi. Ora ci sono alcuni cinema e una manciata di registi che sono tornati nella regione, pronti a girare di nuovo. Sebbene la regione fosse promossa da molti produttori come ideale per l'ambientazione di sfondo ai film romantici di Bollywood in epoca pre-militante, l'industria locale non è mai stata forte, a causa di mancanza di fondi e di infrastrutture.

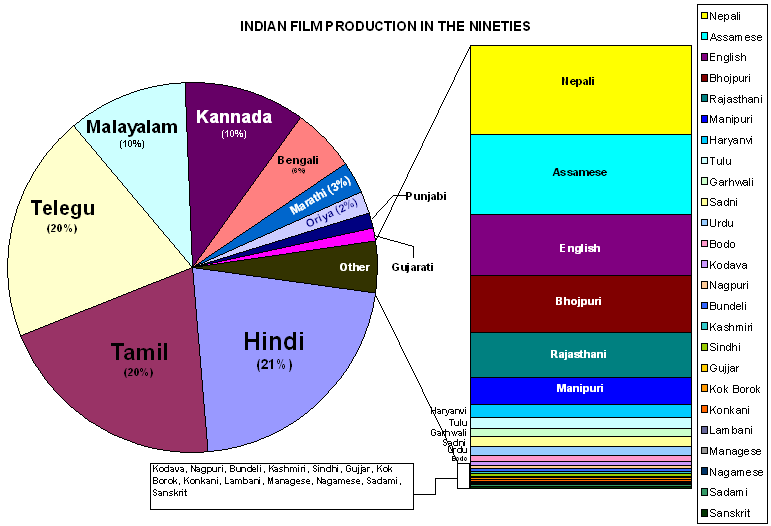
Film indiani prodotti dal 1990 al 1999, divisi per lingua

L'industria di Bollywood è la più vasta in termini di film prodotti e di incassi al botteghino. Molti professionisti di realtà regionali, una volta che il loro talento si è affermato, si spostano per andare a lavorare in altre cinematografie, nazionali o internazionali. Per esempio, A. R. Rahman, uno dei più grandi compositori di musiche per il cinema indiano, cominciò la sua carriera nel cinema Tamil a Chennai ma da lì ha intrapreso avventure verso altre realtà, compresi cinema e teatri internazionali. Allo stesso modo, film che hanno successo in una lingua sono spesso rifatti o doppiati nelle altre. Film come Padosan e Roja, ad esempio, furono rieseguiti o doppiati dall'originale in lingua bengalese e lingua tamil rispettivamente, in hindi. La tendenza di girare simultaneamente un film in linguaggio multiplo partì dalle cinematografie del sud dell'India a causa dello scarso risultato e dei costi del doppiaggio. Ad esempio la versione doppiata in Tamil del film Telugu Keelugurram, chiamata Maya Kuthirai non ebbe lo stesso successo dell'originale a causa di un doppiaggio non all'altezza. Da quel momento i produttori iniziarono a preferire scene girate due volte piuttosto che doppiate, per il poco aggravio economico (dal momento che la maggior parte degli attori così vennero legati da contratti che li facevano lavorare sotto un unico marchio) e risolse i problemi di sincronizzazione delle labbra e altro, cui andava incontro il doppiaggio.

## Convenzioni dei film commerciali
La differenza principale tra il cinema commerciale indiano e quello americano è che i film indiani ospitano pezzi di canto e ballo che, in un buon film, ci si aspetta che portino avanti la storia stessa (nelle pellicole mediocri questi pezzi sono malamente integrati nella storia). Le canzoni sono cantate da professionisti che in play-back si sincronizzano con le labbra degli attori e delle attrici danzanti.
I film commerciali indiani, inoltre, di qualsiasi estrazione regionale, tendono ad essere lunghi; usualmente dalle due alle tre ore, con una interruzione. Tendono ad essere melodrammatici e sentimentali, ma possono assumere anche il carattere di commedia, storia d'amore, azione, thriller e altri generi.

## Cinema d'arte
Oltre al cinema commerciale, c'è un cinema indiano che aspira ad esprimersi come vera e propria forma d'arte. Questo è chiamato dalla critica cinematografica il "Nuovo Cinema indiano" o talvolta la "New Wave indiana", ma per gli indiani sono semplicemente i cosiddetti "film d'arte" ("art films").

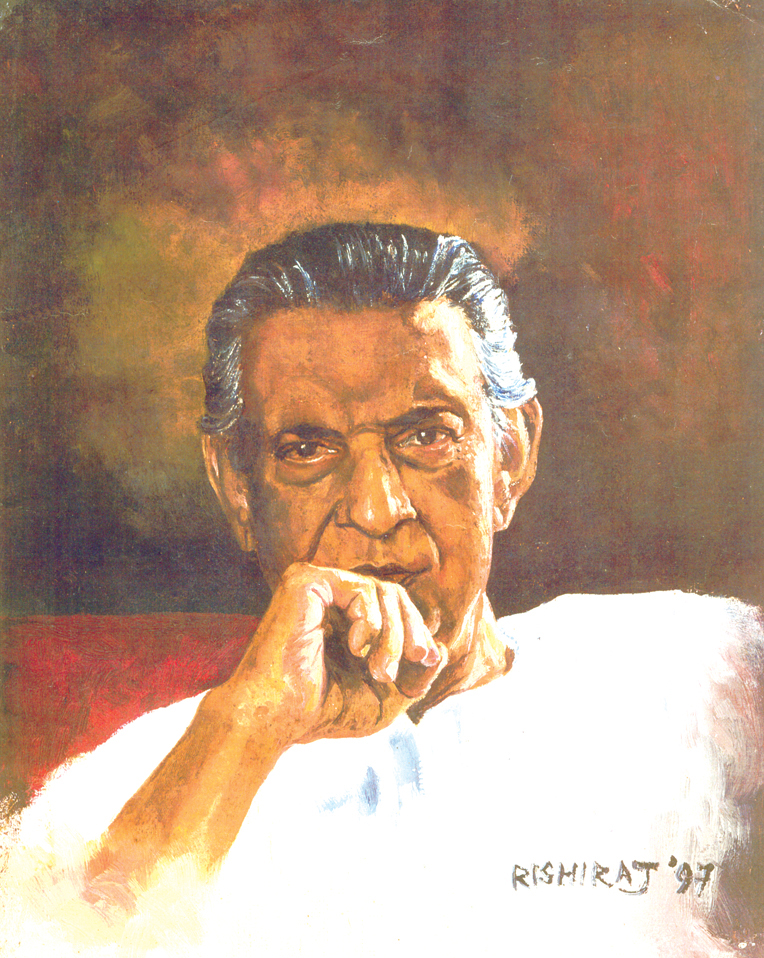
Satyajit Ray uno dei più famosi registi indiani del secondo Novecento

Dagli anni sessanta fino agli anni ottanta il film d'arte era generalmente finanziato dal governo: i registi potevano ricevere sostegni dal governo statale o da quello federale per produrre film di carattere non commerciale, basati su temi indiani. Molti di questi registi erano diplomati al "Film and Television Institute of India" che era sostenuto dal governo. I loro film erano messi in vetrina nei festival cinematografici organizzati dal governo e sulla televisione governativa "Doordarshan". Questi film ebbero anche poca visibilità nei teatri artistici dell'India e oltre confine. Dagli anni ottanta il cinema d'arte indiano ha perso gran parte del sostegno governativo. Oggi sopravvive come cinema indipendente con gli aspiranti autori che riescono a procurarsi budget ridottissimi, più di quanto non avvenga anche nella filmografia occidentale.
I registi d'arte dovettero molto alle influenze straniere, principalmente il neorealismo italiano e la Nouvelle vague francese, e meno al genere commerciale indiano dal quale, appunto, si sforzavano di staccarsi. I più famosi autori di questo Nuovo Cinema furono i bengalesi Satyajit Ray, Ritwik Ghatak, e Bimal Roy. Alcuni ben noti film di questo movimento comprendono la "Trilogia di Apu" di Ray, Meghe Dhaka Tara di Ghatak, e Do Bigha Zameen di Roy (quest'ultimo in Hindi, mentre i precedenti due sono in lingua bengalese).
Il cinema d'arte era molto sostenuto anche nello stato del Kerala. Autori Malayalam come Adoor Gopalakrishnan, G. Aravindan, T. V. Chandran, Shaji N Karun, e M. T. Vasudevan Nair furono molto apprezzati. Blessy ebbe successo con i suoi primi due film Kazhcha e Thanmathra. A partire dagli anni settanta, gli autori Kannada dello stato del Karnataka produssero una striscia di film d'autore a basso costo. Girish Kasaravalli è uno dei pochi registi di quel periodo che continua a fare film non commerciali.
Nel mercato cinematografico dell'India meridionale, in particolare nelle industrie Tamil e Telugu, registi come K. Balachander, Bharathiraja, Balu Mahendra, Bapu e Ramana, Puttanna, Siddalingaiah, Dr.K.Vishwanath, Santhana Bharathi e Mani Ratnam raggiunsero successo al botteghino grazie ad un cinema che bilanciava elementi artistici e popolari. Tra questi film ricordiamo Nayagan, Mouna Raagam, Kannathil Muthamittal, Sindhu Bhairavi e Gunaa.
Satyajit Ray è stato senz'altro il regista di maggior successo in quest'ambito. Molti indiani conoscono il suo nome e sono orgogliosi dei numerosi premi che questi ha guadagnato all'estero. Un prestigio che, comunque, non si tradusse in un successo commerciale in larga scala. I suoi film venivano proiettati principalmente in case d'arte per un pubblico di studenti o di intellettuali e limitatamente alle città indiane più grandi. 
Altra importante figura del cinema indiano fu Nargis, celebre interprete del film Madre India, il primo film indiano candidato, nel 1958, per l'Oscar al miglior film straniero, diretto dal regista Mehboob Khan; e ancora Madhubala, l'attore Amrish Puri e Raj Kapoor.
Dagli anni settanta in poi il cinema Hindi ha prodotto un buon numero di "film d'arte". Il regista più importante tra tutti quelli che hanno prodotto tali film è Shyam Benegal. Altri da segnalare sono Govind Nihalani, Mani Kaul, Kumar Shahani, M.S. Sathyu.
Molti cineasti, tecnici e attori hanno cominciato col cinema d'arte e poi sono passati al cinema commerciale. L'attore Naseeruddin Shah è un esempio su tutti: non ha mai raggiunto lo status di idolo delle folle, ma si è rivelato un buon coprotagonista e insieme una star di film indipendenti come Monsoon Wedding di Mira Nair.

## Il cinema indiano incontra Hollywood
I contatti tra il cinema indiano e il cinema occidentale risalgono agli albori del cinema indiano stesso. Come già detto, Dadasaheb Phalke fu mosso a realizzare il suo Raja Harishchandra dopo aver visto il film Life of Christ al cinema Americano-Indiano di P.B. Mehta. Allo stesso modo, altri registi degli inizi furono ispirati da film occidentali.

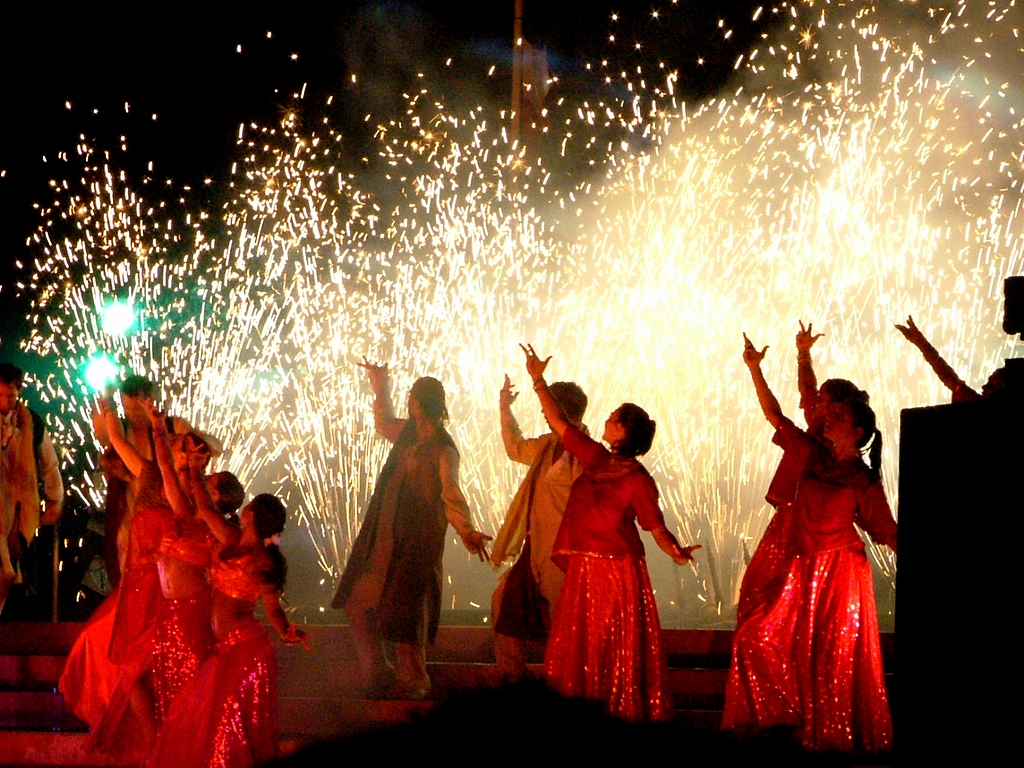
Una danza in uno show di Bollywood

In India almeno l'80% dei film distribuiti alla fine degli anni venti erano americani, sebbene vi fossero ventuno studi di produzione locali, otto o nove dei quali in piena attività. Serie americane come "Perils of Pauline" e "Exploits of Elaine", e gli scenari spettacolari dei kolossal italiani Quo vadis? (1913) e Cabiria (1914) divennero popolari e furono d'ispirazione nel periodo attorno alla prima guerra mondiale. La Universal Pictures aprì in India nel 1916 un'agenzia, che poi dominò il sistema distributivo. La "J.F. Madan's Elphinstone Bioscope Company" inizialmente si concentrò sulla distribuzione di film stranieri e sull'organizzazione della regolarità delle loro proiezioni. In più, il prolifico produttore J.P. Madan, impiegò registi stranieri in molti dei suoi film.
Un gran numero di film indiani sono stati accusati di plagio nei confronti di film di Hollywood. A causa dei tempi lunghi dei tribunali per giungere ai giudizi, sono pochi i casi riguardanti i diritti d'autore che vengono portati avanti. Una delle ragioni per le quali Bollywood esita nell'acquistare i diritti è dovuta alla considerazione che questi possano costare milioni di dollari, e secondo alcuni come lo sceneggiatore-regista Anurag Kashyap, questo non è giusto; egli argomenta che sebbene i film possano costare milioni di dollari in occidente, i diritti potrebbero essere meno elevati per eventuali remake in Hindi perché la valutazione dovrebbe tener conto del potere d'acquisto del pubblico, dell'economia e del numero di offerenti. Nel 2003, la scrittrice di grande successo Barbara Taylor Bradford ha fatto causa per violazione dei diritti d'autore contro la Sahara Television presumendo che la serie televisiva Karishma: A miracle of destiny avesse preso spunto dal suo libro A Woman of Substance, senza averne acquisito i diritti legalmente.
Oggi, il cinema indiano si sta sempre più occidentalizzando. Questa tendenza è ancora più accentuata nel cinema di Bollywood. I film di Bollywood più recenti, a volte hanno attori occidentali (come Rachel Shelley in Lagaan), e cercano di rispondere agli standard occidentali, fare riprese anche all'estero, adottare un po' di inglese nelle sceneggiature o inserire alcuni elementi in stile occidentale negli intrecci. Bollywood ha prodotto alcuni film di successo come Il coraggioso prenderà la sposa (Dilwale Dulhaniya Le Jayenge) e Tomorrow May Never Come (Kal Ho Naa Ho), che hanno entrambi a che vedere con le esperienze di indiani all'estero.
In ogni caso, l'incontro tra Hollywood e l'India è un processo di scambio vicendevole: il pubblico occidentale è sempre più interessato all'India, come evidenziato dal discreto successo di Lagaan e di Matrimoni e pregiudizi (Bride and Prejudice). E così come cresce il pubblico occidentale per il cinema indiano, i produttori occidentali stanno finanziando cineasti indiani come Gurinder Chadha (Matrimoni e pregiudizi), Mira Nair (Monsoon Wedding e Mississippi Masala) e Vijay Singh (Jaya Ganga e One Dollar Curry). Chadha, Nair e Singh di origini indiane ma non vivono in India; ora sono finanziati per realizzare film che interpretino la tradizione cinematografica indiana per gli occidentali. Un autore simile e anche Deepa Mehta in Canada, tra i film del quale si segnala la trilogia composta da Fire, Earth e Water.
Il cinema indiano influenza anche i musical inglesi e americani; Moulin Rouge! (2001) di Baz Luhrmann comprende una sequenza ballata in stile Bollywood; Il guru (The Guru) (2002) e 40 anni vergine (The 40-Year-Old Virgin) (2005) hanno sequenze di canto-e-ballo in stile indiano; A. R. Rahman, il massimo compositore indiano, è stato scritturato da Andrew Lloyd Webber per Bombay Dreams; e una versione musicale di Hum Aapke Hain Koun è stata rappresentata nel West End a Londra.
Alcuni indiani hanno successo presso l'industria cinematografica occidentale in maniera del tutto indipendente e senza l'influenza di Bollywood, come per i cineasti Manoj Night Shyamalan e Jay Chandrasekhar. Alcuni attori indiani, come ad esempio Aishwarya Rai stanno avendo buoni ruoli nei film occidentali; e, tra gli altri attori indiani, spicca Irrfan Khan

## Critica del cinema indiano
Il cinema indiano è continuamente sottoposto a critiche. I critici sottolineano che quasi tutti i film drammatici indiani sono incentrati soprattutto su vicende sentimentali o familiari, e che i contenuti siano troppo appiattiti su un genere tipo soap opera.
Un'altra critica che viene sollevata riguarda una eccessiva supremazia del cinema Hindi su tutto il resto. Anche produzioni di qualità di cinematografie regionali indiane diverse da Bollywood finiscono spesso per essere emarginate sia nella scelta delle pellicole che rappresentino l'India agli Oscar, sia negli stessi Festival cinematografici indiani.

## Premi
I National Film Awards (o National Awards), costituiscono i premi più prestigiosi dell'India. La cerimonia si svolge annualmente ed è presentata dal Presidente dell'India. Nati per occuparsi dei film prodotti nell'anno precedente, premiano i migliori film indiani in assoluto e al tempo stesso prevedono premi distinti per i migliori film prodotti in ogni regione e lingua del Paese.
I film indiani accrescono la voce di esportazione del Paese e il suo prestigio. Ogni anno il governo indiano dà il Dadasaheb Phalke Award come riconoscimento a chi ha speso la propria vita per il cinema indiano. Il premio è in memoria di Dadasaheb Phalke, considerato il padre del cinema indiano.